# Better Now
"Better Now" é uma canção gravada pelo rapper americano Post Malone para seu segundo álbum de estúdio, Beerbongs & Bentleys (2018). A canção foi escrita por Malone, Billy Walsh, Louis Bell e Frank Dues, sendo produzida pelos dois últimos. Lançada nos Estados Unidos nas estações de contemporary hit radio, alcançou as dez primeiras posições das paradas dos Estados Unidos, Reino Unido, Austrália, Irlanda e Nova Zelândia.

## Desempenho nas tabelas musicais

### Posições
| Chart (2018)                                      | Peak position |
| ------------------------------------------------- | ------------- |
| Austrália (ARIA)                                  | 2             |
| Austrália Australia Urban (ARIA)                  | 2             |
| Áustria (Ö3 Austria Top 75)                       | 4             |
| Bélgica (Ultratop 50 de Flandres)                 | 16            |
| Bélgica (Ultratop 50 da Valônia)                  | 39            |
| Canadá (Canadian Hot 100)                         | 3             |
| Colômbia (National Report)                        | 71            |
| Croácia (HRT)                                     | 59            |
| União Soviética (Tophit)                          | 6             |
| República Checa (Rádio Top 100)                   | 19            |
| República Checa (Singles Digitál Top 100)         | 2             |
| Dinamarca (Hitlisten)                             | 3             |
| Equador (National-Report)                         | 13            |
| Finlândia (Suomen virallinen lista)               | 2             |
| O campo songid é OBRIGATÓRIO PARA PARADA ALEMÃ    | 11            |
| Grécia Greece International Digital (IFPI Greece) | 9             |
| Hungria (Stream Top 40)                           | 4             |
| Irlanda (IRMA)                                    | 4             |
| Itália (FIMI)                                     | 42            |
| Letónia (Latvijas Top 40)                         | 2             |
| Países Baixos (Dutch Top 40)                      | 9             |
| Países Baixos (Single Top 100)                    | 5             |
| Nova Zelândia (Recorded Music NZ)                 | 1             |
| Noruega (VG-lista)                                | 1             |
| Polónia (Polish Airplay Top 100)                  | 46            |
| Portugal (AFP)                                    | 2             |
| Roménia (Airplay 100)                             | 9             |
| Rússia (Tophit)                                   | 6             |
| Escócia (Scottish Singles Chart)                  | 19            |
| Singapura (RIAS)                                  | 27            |
| Eslováquia (Rádio Top 100)                        | 53            |
| Eslováquia (Singles Digitál Top 100)              | 1             |
| Coreia do Sul (Gaon)                              | 69            |
| Espanha (PROMUSICAE)                              | 47            |
| Suécia (Sverigetopplistan)                        | 1             |
| Suíça (Schweizer Hitparade)                       | 12            |
| Reino Unido (UK Singles Chart)                    | 6             |
| Reino Unido (OCC UK R&B)                          | 1             |
| Ucrânia (Tophit)                                  | 91            |
| Estados Unidos (Billboard Hot 100)                | 3             |
| Estados Unidos (Billboard Adult Top 40)           | 13            |
| Estados Unidos Dance Club Songs (Billboard)       | 54            |
| Estados Unidos (Billboard R&B/Hip-Hop Songs)      | 2             |
| Estados Unidos (Billboard Mainstream Top 40)      | 1             |
| Estados Unidos (Billboard Rhythmic)               | 2             |

### Certificações
| País (Empresa)                | Certificação |
| ----------------------------- | ------------ |
| Austrália (ARIA)              | 3× Platina   |
| Bélgica (BEA)                 | Ouro         |
| Brasil (Pro-Música Brasil)    | Ouro         |
| Canadá (Music Canada)         | 5× Platina   |
| Dinamarca (IFPI da Dinamarca) | Platina      |
| França (SNEP)                 | Ouro         |
| Itália (FIMI)                 | Ouro         |
| Nova Zelândia (RMNZ)          | 2× Platina   |
| Noruega (IFPI da Noruega)     | Platina      |
| Espanha (PROMUSICAE)          | Ouro         |
| Suécia (GLF)                  | Platina      |
| Reino Unido (BPI)             | Platina      |
| Estados Unidos (RIAA)         | Platina      |

## Histórico de lançamento
| Região         | Data                | Formato                | Gravadora | Ref.   |
| -------------- | ------------------- | ---------------------- | --------- | ------ |
| Estados Unidos | 5 de junho de 2018  | Contemporary hit radio | Republic  | [ 42 ] |
| Reino Unido    | 8 de junho de 2018  | Contemporary hit radio | Republic  | [ 43 ] |
| Itália         | 15 de junho de 2018 | Contemporary hit radio | Universal | [ 44 ] |
| Estados Unidos | 25 de junho de 2018 | Adult contemporary     | Republic  | [ 45 ] |